# Ninh Thành
Ninh Thành (giản thể: 宁城县; phồn thể: 寧城縣; bính âm: Níngchéng Xiàn) là một huyện của địa cấp thị Xích Phong, khu tự trị Nội Mông Cổ, Trung Quốc. Huyện có ranh giới với tỉnh Liêu Ninh ở phía đông.

### Trấn
| - Thiên Nghĩa (天义镇) - Tiểu Thành Tử (小城子镇) - Đại Thành Tử (大城子镇) - Bát Lý Hãn (八里罕镇) | - Hắc Lý Hà (黑里河镇) - Điện Tử (甸子镇) - Đại Song Miếu (大双庙镇) - Tịch Tử (汐子镇) | - Đại Hồ (大明镇) - Mang Nông (忙农镇) - Ngũ Hóa (五化镇) |

### Hương
- Tam Tòa Điếm (三座店乡)
- Tất Tư Doanh Tử (必斯营子乡)